# دولف فان دير ناغل
دولف فان دير ناغل (بالهولندية: Dolf van der Nagel)‏ (28 مايو 1889 في إندونيسيا - 10 أكتوبر 1949) هو لاعب كرة قدم هولندي في مركز الوسط، شارك في الألعاب الأولمبية الصيفية 1912. وشارك مع منتخب هولندا لكرة القدم. أما مع النوادي، فقد لعب مع HVV Den Haag ‏ وKoninklijke HFC ‏ وCVV Velocitas ‏ وAlcmaria Victrix ‏.

## وصلات خارجية
- دولف فان دير ناغل على موقع قاعدة بيانات كرة القدم.إي يو (الإنجليزية)
- دولف فان دير ناغل على موقع ناشيونال فوتبول تيمز (الإنجليزية)
- دولف فان دير ناغل على موقع أوليمبيديا (الإنجليزية)